# Дендрарій лісово-дослідної станції
Дендра́рій лі́сово-до́слідної ста́нції — парк-пам'ятка садово-паркового мистецтва місцевого значення в Україні. Об'єкт природно-заповідного фонду Вінницької області. 
Розташований у межах міста Вінниця, на вулиці Максимовича, 39. 
Площа 5,8 га. Статус надано 1964 року. Перебуває у віданні Вінницької лісової дослідної станції. 
Статус надано з метою збереження дендрарію, де зростає 160 видів. Особливо цінними є 22 раритетні види, котрі належать до 8 родин, серед них — метасеквоя. 
Створений в 1958-1959 роках, де висаджено набір цінних видів дерев і чагарників (160 видів), в тому числі велика колекція горіхів: Зібольда, серцеподібний, чорний, гікорі, манчжурський та інші.